# محمد بن علي القلعي
محمد بن علي القلعي من علماء الشافعية في القرن السادس الهجري / الثاني عشر الميلادي، توفي بمرباط سنة 577 هـ /1182 م، ذكره السبكي في طبقات الشافعية، له عدد من المؤلفات في الفقه والسيرة، يعتبر من الأعلام التاريخية في اليمن وسلطنة عمان، ويوجد ضريح الإمام محمد بن علي القلعي في مدينة مرباط وهو من المعالم الأثرية بها.[بحاجة لمصدر]

## نسبه وحياته
هو الإمام أبي عبد الله محمد بن علي بن الحسن بن علي بن إبي علي القلعي، ذكر الجندي في السلوك أن القلعي نسبة إلى قلعة حلب وقيل قلعة بالمغرب، وذكر محمد بن علي باطحن الظفاري أن أصله من الغرب ومولده بمصر، وقال ياقوت قلعة باليمن، وقال ابن قاضي شهبة قلعة بالقرب من ظفار.
عاش الإمام القلعي في زبيد في اليمن ونشأ بها وأخذ الفقه على فقهاءها ومن شيوخه بها محمد بن أبي عقامة التغلبي، وعاصر فيها دولة بني نجاح المماليك وخرج منها بعد استيلاء علي بن مهدي عليها سنة 554 هـ، فخرج القلعي إلى عدن وتوجه إلى بغداد وتوقف بمرباط واستقر بها في عهد المنجويون ومات بمرباط سنة 577 هـ.

## الإمام القلعي في المراجع
ورد ذكر الإمام القلعي في عدد من كتب التاريخ والطبقات، فقد ذكره إبن سمرة في طبقات فقهاء اليمن ووصفه قائلا: «وفي مرباط مفتيها وفقيهها محمد بن علي القلعي»، وذكره السبكي في طبقات الشافعية الكبرى وابن قاضي شهبة في طبقات الشافعية والجندي في السلوك في طبقات العلماء والملوك والزركلي في الأعلام.

## مؤلفاته
للإمام القلعي عدد من المؤلفات والمصنفات منها: 1- تهذيب الرئاسة وترتيب السياسة، مطبوع محقق. 2- اللفظ المستغرب من شواهد المهذب، مطبوع محقق. 3- إيضاح الغوامض في علم الفرائض، مخطوط نسخة بالمكتبة الوطنية بتونس. 4- أحكام العصاة من أهل الإسلام المرتكبين الكبائر، مخطوط ذكره الزركلي. 5- قواعد المهذب، مخطوط. 6- احترازات المهذب. 6- كنز الحفاظ في غرائب الألفاظ. 7- لطائف الأنوار في فضل الصحابة الأخيار.

## تلاميذه
ذكرت المراجع تلاميذ أخذوا الفقه عن الإمام القلعي في زبيد ومرباط ومكة في مواسم الحج منهم: الفقيه يحيى بن أبي نصير قاضي مرباط، وأبو العباس أحمد بن محمد بن يحيى بن ضمعج السبتي وهو الذي لزم مجلس التدريس بعد القلعي ثم أخرجه الحبوظي إلى الشحر ومات بها سنة 660 هـ، وأبو الفتوح ناصر بن عبد الله المصري المعروف بإبن العطار أخذ عنه بمكة، وأبو القاسم محمد بن فارس بن ماضي والشريف عبد الله بن محمد بن علي باعلوي وأجازهما القلعي بقراءة سنن الترمذي سنة 575 هـ، والفقيه النحوي إبراهيم بن أبي بكر باماجد قاضي مرباط وظفار زمن السلطان أحمد الحبوظي، والفقيه محمد بن أحمد بن أبي الحب الظفاري والشيخ أحمد بن علي بامحمود.

## مكانته العلمية
ذكر الإمام القلعي في عدد من كتب الطبقات والتاريخ كما أسلفنا، وكان الإمام ابن حجر يذكر فتاوي القلعي في مؤلفاته مثل الفتاوي الفقهية وشرح المنهاج في مسائل المواريث والاحترازات، كما ذكره الإمام محي الدين النووي في مؤلفاته، ونقل محب الدين الطبري عن لطائف الأنوار في فضل الصحابة الأخيار للقلعي، وهذا دليل على انتشار مؤلفات الإمام القلعي في البلدان وتناولها من العلماء واعتمادهم لآرائه وفتاويه.

## فتنة ابن مهدي وخروج الإمام القلعي
في سنة 554 هـ استطاع علي بن مهدي الرعيني الحميري القضاء على دولة بني نجاح في زبيد والاستيلاء عليها وعمل على البطش والتنكيل بمخالفيه خاصة الفقهاء، وكان يظهر المنكرات ويكفر بالمعاصي ويدعي المهدية وأتهمه معاصريه بالزندقة والمفاسد، وكان ممن قتله ابن مهدي بزبيد الفقيه ابن أبي عقامة شيخ القلعي فكان ذلك سبباً في خروج الإمام القلعي منها إلى عدن ومنها قرر التوجه إلى بغداد وتوقف بمرباط واستقر بها إلى وفاته.
أما ابن مهدي فمات بعد خروج الإمام القلعي بأشهر وخلفه ابنه عبد النبي بن علي بن مهدي الذي واصل عمل أبيه من المظالم والمفاسد فخرج وفد من أهل زبيد إلى الخليفة ببغداد وشكوا إليه أمره فكتب إلى صلاح الدين الأيوبي بمصر الذي أرسل أخاه توران شاه فقضي على ابن مهدي وقتله وضم اليمن تحت حكم الأيوبيين وأظهر بها مذهب الشافعي.

## إقامته بمرباط
بعد خروج الإمام القلعي من زبيد إلى عدن ركب البحر قاصداً بغداد فتوقف بها المركب في مرباط بظفار عمان ونصبت له خيمة يستريح فيها من ضنك البحر في الفرضة فسمع به قاضي مرباط يحيى بن أبي نصير فقصده وجالسه وحاوره في مسائل الفقه والدين فوجده بحراَ زاخراَ فأسرع يبلغ السلطان محمد بن أحمد المنجوي سلطان مرباط وظفار الملقب بالأكحل - أنظر المنجويون - وقال له أدرك الفقيه قبل أن يسافر فخرج السلطان بنفسه في موكب من الأعيان والفقهاء والتجار إلى خيمة القلعي وطلب منه الإقامة عنده بمرباط وأعتذر الإمام أنما بغيته حضرة الخليفة ببغداد، فقال السلطان «في بغداد من يكفيهم وأنت نصيبنا إذ صرت في ولايتنا» وبعد حوار طويل واعتذار وإصرار السلطان وافق القلعي على الإقامة بمرباط فأكرمه المنجوي وأمر له بدار تليق به وخدمة ونفقة وتسامع به الناس فتوافدوا عليه من كل مكان، وكان في زمانه تاجر من أهل مرباط يدعى أبوفير يتولى النفقة على طلبة العلم القاصدين الأخذ من القلعي فلما مات قبر إلى جوار الإمام القلعي وكان يشم من قبريهما رائحة المسك كما ذكر الجندي في السلوك.

## نشره المذهب الشافعي بمرباط وظفار
من المرجح أن دخول المذهب الشافعي إلى مرباط وظفار كان في القرن الخامس الهجري مع وجود مذاهب أخرى مزاحمة له، فالفقيه محمد بن علي باطحن كما ينقل عنه الكثيري في رسالة الدلائل والأخبار في خصائص ظفار أن مذهب أبو حنيفة كان بظفار قبل وصول الإمام القلعي، ويذكر الشاطري في أدوار التاريخ الحضرمي أن أهل ظفار كانوا إباضية قبل وصول الإمام محمد بن علي باعلوي صاحب مرباط المتوفى سنة 556 هـ، والاحتمال أن تعدد المذاهب كان موجود بظفار كبقية البلدان الإسلامية ذلك العصر، وتذكر بعض المصادر كالمشرع الروي في مناقب آل باعلوي أن الإمام محمد بن علي باعلوي صاحب مرباط أدخل المذهب الشافعي إلى ظفار وكان له دور في نشره ونرى أن احتفاء المنجويون بالإمام القلعي يدل على أنهم شافعية على مذهبه.
والراجح أنه بوصول الإمام القلعي ونشره للمذهب الشافعي مع وجاهته وعلمه وتشجيع المنجويون لذلك باتخاذه مذهباً رسمياً لدولتهم كما عمل الأيوبيون أصبح المذهب الشافعي هو السائد في ظفار واختفت بذلك ما سواه من مذاهب أخرى وهذا يتضح في كلام باطحن عندما قال فأصبحت به البلاد مذهباً واحداً وعقيدة واحدة.

## وفاته
توفي الإمام محمد بن علي بن الحسن القلعي بمرباط سنة 577 هـ في عهد المنجويون، وقد ذكرت كثير من المراجع أن وفاته سنة 630 هـ وهذا خطأ وقع فيه الجندي والسبكي ومن نقل عنهما، ويوجد تاريخ وفاته على شاهد قبره بمرباط سنة 577 هـ ومكتوب عليه: «هذا قبر الإمام الأوحد أبوعبدالله محمد بن علي القلعي توفى سنة سبع وسبعين وخمسمائة من الهجرة النبوية»، كما أن ياقوت في معجم البلدان ذكر وفاته بمرباط وياقوت توفي سنة 622 هـ فلو كان القلعي مات سنة 630 هـ لما ذكر ياقوت وفاته، كذلك نجد أن وفيات تلاميذ الإمام القلعي متأخرة بعد الستمائة والاحتمال أن سنة 630 هـ تاريخ وفاة محمد بن علي باطحن الظفاري وهو من أقدم من ترجم للقلعي فلعل الناقل دخل عليه الوهم من تشابه الأسم والبلد ويبقى شاهد قبره دليل كافياً وقويا.